# Переклад Біблії Пантелеймона Куліша, Івана Пулюя та Івана Нечуя-Левицького
Переклад Біблії Пантелеймона Куліша, Івана Пулюя та Івана Нечуя-Левицького або Сьвяте Письмо Старого і Нового Завіту — перший повний переклад Старого Завіту і Нового Заповіту українською мовою, здійснений переважно Пантелеймоном Кулішем з редакційним та перекладним доопрацюванням Івана Пулюя та доповненням перекладів Івана Нечуя-Левицького, який видано 1903 року у Відні (за іншою версією — окремим виданням у 1904 році).
Від початку праці до видання Іван Пулюй працював близько 35 років. Книга видана вже по смерті Пантелеймона Куліша.
Повний переклад Книги книг, з одного боку, засвідчив достатньо високий рівень розвитку літературної мови на той час, а з іншого — сприяв її розвитку надалі, адже українська літературна мова на початку XX століття функціонувала у двох основних регіональних варіантах: східному і західному. Такий стан мови поєднується з конфесійним стилем перекладу.

## Опис
Переклад Біблії Куліша – Пулюя – Нечуя-Левицького налічує 66 книг: 39 – Старого Завіту і 27 – Нового завіту, тобто це – протестантський варіант перекладу. Це пов’язано з тим, що фінансове забезпечення перекладу, друк і часткове розповсюдження здійснювалося Британським Біблійним Товариством, яке іноді ще називають Лондонським Біблійним Товариством, утвореним у Лондоні 1804 року. Переклад адаптовано фонетичним правописом т. зв. «желехівкою».
У біблеїстиці загальноприйнято вважати переклад й видання 1903 року першим повним перекладом Біблії українською мовою. Натомість на думку деяких дослідників повний переклад в одному виданні Старого Завіту і Нового Заповіту здійснено 1904 року у Відні.

## Історія перекладу

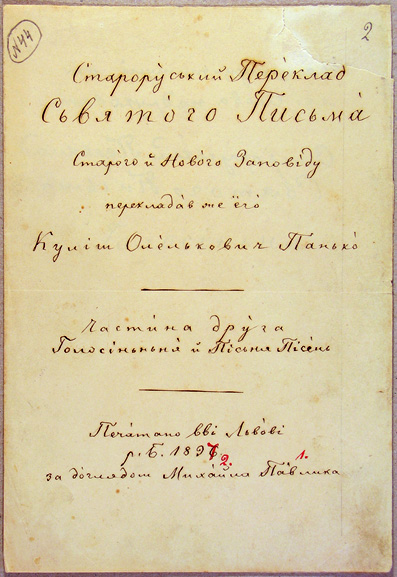
Перша рукописна сторінка перекладу «Устихотвореної Біблії» Пантелеймона Куліша. Львів, 1897 рік

Упродовж 1868–1869 років Пантелеймон Куліш опублікував у львівському журналі «Правда» переклади кількох «Давидових Псальм» під псевдонімом Павло Ратай, також двох пісень Мойсея («Пісні над Червоним морем» і «Пісні передсмертної») і, врешті, усієї Тори. У замітці пояснення Куліш оголосив свій переклад «тільки коректурою», закликаючи читачів робити зміни й уточнення. У співпраці з Пулюєм Куліш у 1871 році переклав Новий Заповіт з грецької мови, видавши спочатку окремі Євангелії: Євангеліє по Маттеєві (так само: по Марку, по Луці, по Іоанові) у Відні 1871 року і Львові 1880 року. У 1887 році видано Євангеліє в окремому видані у Відні від Біблійного Товариства.
Від 1874 року до 1877 року за дорученням Пантелеймона Куліша справою видання Нового Завіту займався Михайло Драгоманов.
Під час роботи перекладачі порівнювали свій переклад із церковнослов’янським, російським, польським, сербським, німецьким, латинським, англійським, французьким перекладами Біблії. Так вони впевнювались у вірності свого перекладу.
На підросійську Україну Святе Письмо доставляли нелегально. Спроби Івана Пулюя через російське посольство у Відні добитися дозволу на його поширення в Російській імперії завершилось категоричною відмовою або було без відповіді.

### Мотиви
Пантелеймон Куліш керувався переконанням, що українці мають право на переклад Біблії українською мовою. Починаючи з 1860-х років він працював над перекладом Біблії й заохочував у 1867 та 1869 роках до роботи над перекладом Івана Нечуя-Левицького. У 1869 році Куліш спільно з Нечуй-Левицьким залучили до роботи над перекладом Івана Пулюя. Останні роки життя Пантелеймон Куліш майже повністю присвятив себе перекладу Біблії. На думку української мовознавиці Роксоляни Зорівчак, Куліш «керувався прагненням перетворити українців з етносу в політичну націю». Іван Пулюй вбачав у виданні перекладу свій патріотичний обов’язок. Водночас Куліш як перекладач Біблії керувався не тільки національними інтересами, а й уселюдськими ідеалами.

### Особливість
Повний переклад здійснено з єврейських та грецьких текстів українською новітньою мовою. За основу для перекладу Куліш і Пулюй взяли грецьке видання лондонського Біблійного товариства 1866 року. У перекладі спостерігаються деякі суперечливі моменти в порівнянні з оригіналом та певна нерівність стилю викладу, спричинена тим, що над ним працювали три автори. Також використовується багата мовна лексика, деколи з помилковими фразами. Причина менш зручного перекладу пояснюється браком перекладацької традиції, відсутністю уніфікації на бачення мовного стандарту українською мовою, слабкістю дифузії західно- і східноукраїнських мовних елементів. Пантелеймон Куліш, не знаючи, якою могла бути реакція українців на переклад Біблії, застосував власну перекладацьку стратегію. Спочатку він брав за основу народнопоетичну творчість і розмовну мову.
Наприклад, Пантелеймон Куліш та Іван Нечуй-Левицький були носіями східного варіанту української мови: Куліш — північного, Нечуй-Левицький — південно-східного. А Іван Пулюй — носій західного варіанту української мови. Всі мовні варіанти перекладу — співіснують.
У Біблії 1903 року спостерігається тенденція до зближення двох варіантів літературної мови, при цьому помітна сильніша орієнтація на західний варіант як більш відпрацьований на той час, репрезентований майже всіма функціональними стилями, а серед них — конфесійним.
У використанні діалектного джерела лексики перекладачі вбачали один з можливих шляхів збагачення засобів літературної мови, особливо в українському перекладі Біблії, який мав би задовольняти духовні запити найширших суспільних верств.
Аналіз діалектної лексики виявляє надзвичайно уважний підхід перекладачів біблійних книг – Куліша та Пулюя – до видання з багатою народною лексикою української.
Пантелеймон Куліш та Іван Пулюй добирали загальновживані, традиційні фразеологічні засоби, зокрема й такі, які використано у творах письменників і церковних діячів кінця XVI – початку XVII століття – Івана Вишенського, Кирила Транквіліона-Ставровецького та інших.

### Редакції
Переклад витримав низку перевидань у Відні (1904, 1906, 1908, 1909, 1912, 1920 роки) та Берліні (1910 рік) і мав певний вплив на подальші переклади Біблії. Ювілейні видання 1944 року (Нью-Йорк), 1947 року (Лондон) та 2000 року (Київ) стали раритетними.
У 2007 році в Мінську опубліковано видання «Біблія з коментарями». Основу цього видання склав переклад Пантелеймона Куліша, який був відредагований Василем Боєчком та доповнений коментарями Дональда Стемпса.

### Видання
6 травня 1901 року Пулюя відвідали представники Біблійного Товариства. Міллярд – директор книгарні товариства у Відні, (син покійного Генріха Міллярда) і Штальшмід – репрезент Товариства у Празі заявили, що Товариство має намірити придбати увесь переклад Старого Завіту.
Пулюй поставив ціну 5000 гульденів, котрі Товариство зобов'язувалось заплатити Олександрі Куліш – дружині Куліша та Івану Нечую-Левицькому. Про цей факт мали поставити до відома Лондонське товариство і, якщо воно надасть згоду, то Старий Завіт буде видано за один рік.
У 1900 році за дорученням української інтелігенції в Києві композитор Микола Лисенко розпочав переговори з Іваном Пулюєм щодо видання Біблії у перекладі Куліша та Нечуя-Левицького. У жовтні 1901 року Іван Пулюй отримав копію перекладу, а Британське Товариство купило вічне право на видання Старого Завіту, не бачивши самих перекладів, покладаючись лише на слово Пулюя.
У червні 1901 року Біблійне Товариство погодилося купити переклад Старого Завіту за 5000 гульденів. Видавництвом обрали друкарню Гольцгавзена у Відні. Проте, в процесі набору тексту в згаданій друкарні виявилося, що копії Біблії не завжди відповідають оригіналу: наявні пропуски, неточності та помилки в наборі. Тому друк видання було зупинено. Іван Пулюй взявся за редагування, щоб не зупиняти повністю друк. Набір і друк здійснювалися у залежності від редагування Пулюєм й запрошеним до роботи отцем ГКЦ Олексієм Слюсарчуком.
У грудні 1903 року Британське Біблійне Товариство видало у Відні україномовний переклад Нового і Старого Завіту Куліша – Нечуй-Левицького – Пулюя. Окреме додаткове видання Нового і Старого Завіту видано в червні-липні 1904 року.
Пулюй так само займався розповсюдженням окремих книг Біблії. Наклад першого видання становив 5000 примірників і таким мав бути й наклад другого додатково відредагованого видання. Окрім того, у 1906 році український переклад Євангелій Куліша – Пулюя разом із церковнослов’янським текстом був виданий за дозволом Синоду РПЦ і розповсюджувався в підросійській Україні.

Своєю чергою, в 1908 році Біблійне Товариство в Берліні під наглядом Пулюя видало українські переклади Нового Завіту і Псалтир разом з англійським текстом для українців емігрантів у Канаді. Також Іван Пулюй надіслав Біблію митрополитові Андрею Шептицькому та різним українським просвітницьким інституціям.

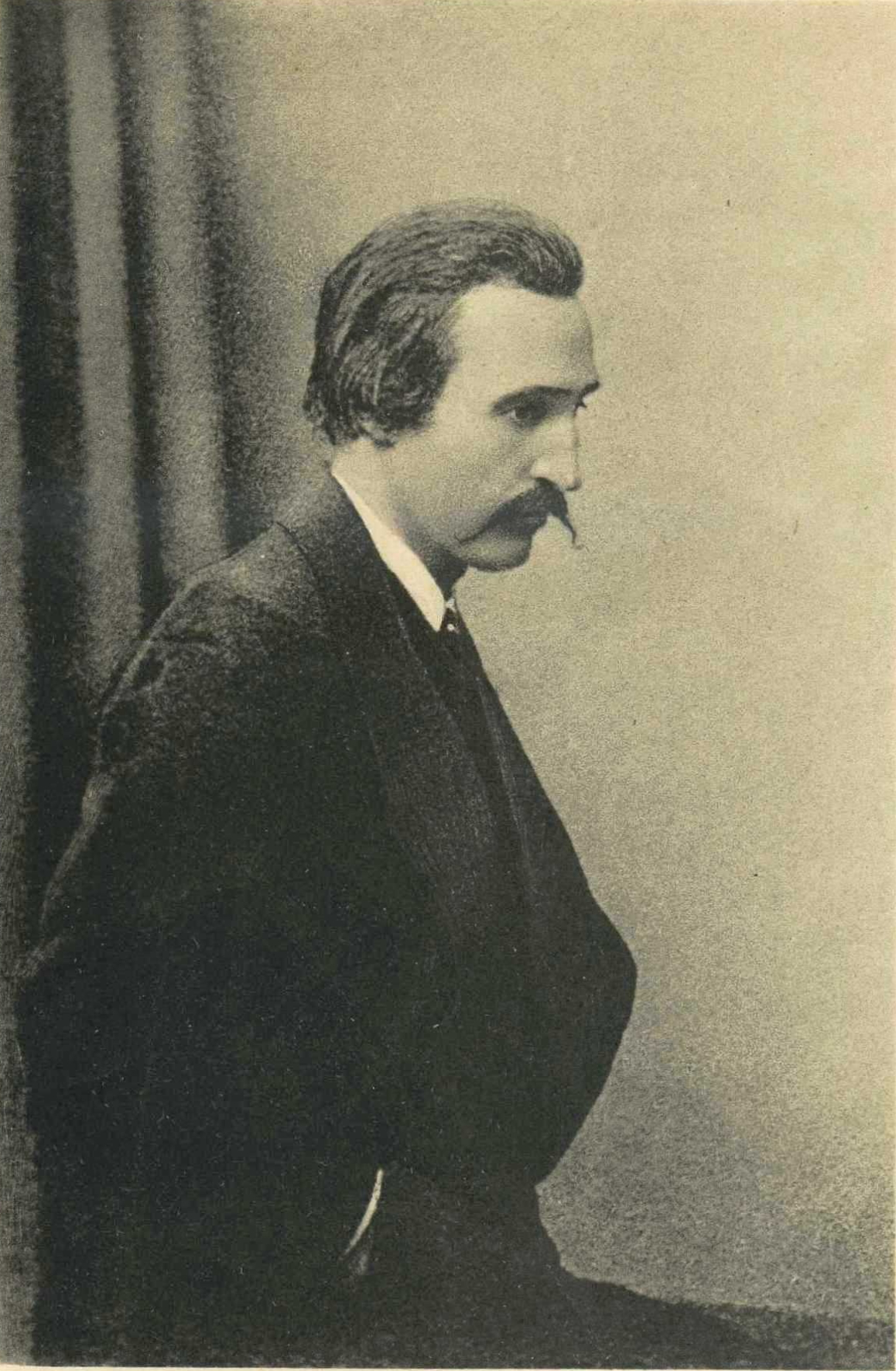
Пантелеймон Куліш
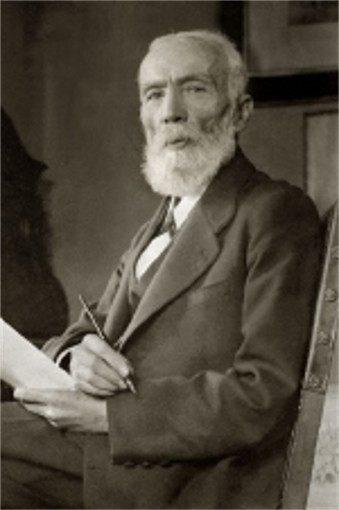
Іван Пулюй
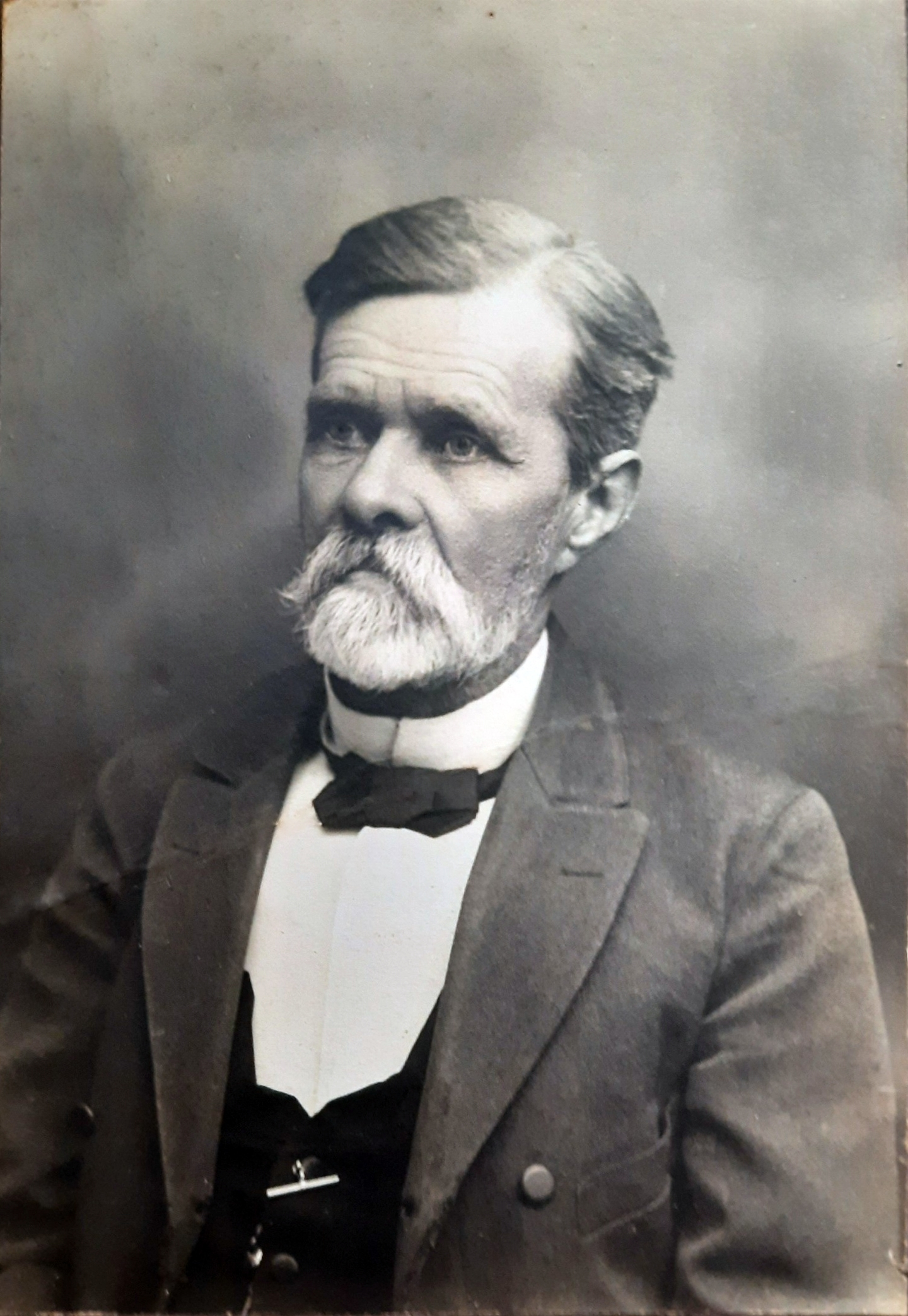
Іван Нечуй-Левицький

## Внесок

### Пантелеймон Куліш
Свій задум зробити повний переклад Біблії українською мовою Пантелеймон Куліш почав у 1860-х роках. Кулішевий повний переклад 1887 року Нового Завіту зберіг більше староболгарських, церковнослов'янських виразів та візантійських форм імен. Після пожежі на хуторі Мотронівка рукопис перекладу Старого Завіту згорів повістю. За версією Куліша він сам спалив свій рукопис.
Задум перекладати Святе Письмо визрів у Куліша в роки його державної служби у Варшаві чиновником з особливих доручень царського уряду (у 1864–1867 роках). Маючи безпосередню причетність до заснування у Львові літературного журналу «Правда», Куліш спочатку публікує там переклади двох «Давидових Псалмів» та двох «Мойсеєвих пісень» (числа 39 і 45 за 1868 рік), а потім – «Книгу Іова». 1869 року як додаток до цього журналу виходить П’ятикнижжя Мойсея, що мало назву «Святе Письмо, або вся Біблія Старого і Нового Завіту русько-українською мовою переложена. Частина I. П’ять книг Мусієвих».
Куліш взявся за переклад Старого Завіту, над яким він працював до своєї смерті у 1897 році, зумівши перекласти його більшу частину: 32 книги із 39 первоканонічних книг.
У перекладі Святого Письма письменник та історик Куліш дбав не стільки про церковну канонічність, а насамперед про те, щоб його українська Біблія відзначалася літературномовними здобутками й мала науковий характер (була історично вірогідною та читабельною).
Він працював з ранку до вечора. Перекладати доводилося в нестерпних умовах: у кімнаті було вкрай холодно, що доводилося писати у рукавицях. Погане самопочуття та запалення легень не дозволили Кулішеві закінчити справу за життя.
До того ж робота над «Устихотвореною Біблією», обірвана смертю перекладача, залишилася незавершеною і неопублікованою. У рукописах Пантелеймона Куліша містяться віршовані переклади Книги Буття (за винятком окремих розділів чи віршів), перші 4 розділи Книги Вихід, дві частини Книги Псалмів, Голосіння Єремії та Книга Йова.
Український та американський мовознавець Андрій Даниленко, узагальнюючи роботу Куліша, вказує: «У своєму віршованому перекладі 1897 р. П. Куліш досяг… вищого рівня народного розмовного біблійного стилю, що характеризується меншим числом книжних та церковнослов’янських елементів… Це була перша спроба синтезувати два підходи – науковий та поетичний – в одному перекладі».

### Іван Пулюй
Концепцію видання перекладів духовної літератури народною мовою Іван Пулюй обдумував ще гімназистом. Для реалізації свого задуму він засновує 1869 року Товариство «Праця». Серйозність намірів він підтвердив виданням 1869 року «Молитвослова» накладом три тисячі примірників, половина з яких призначалася для українців, що служили в австрійському війську.
Пожежа на хуторі Мотронівка знищила тексти Нового Завіту Пантелеймона Куліша. У 1897 році Ганна Барвінок запропонувала продовжити переклад й відновлення тексту Іванові Пулюю. Під час перекладу Іван Пулюй намагався максимально зберегти стиль і переклад напрацювань Куліша. Цього ж бажала і дружина Пантелеймона Куліша. Проте Іван Пулюй суттєво доопрацював і поперекладав пропущені й неточні місця.
Наприкінці 1882 року до Івана Пулюя звернувся директор філії Лондонського Біблійного Товариства у Відні Генріх Міллярд, щоб купити переклад Нового Завіту і видати власним коштом. Міллярд продав Новий Завіт Біблійному Товариству у власність і покрив фінансові затрати. На початку 1890-х років Пулюй почав перекладати псалми із Старого Завіту і у лютому 1894 року уже переклав 20 Псалмів із 150, решту планував перекласти влітку.
До перекладу святого Письма українською мовою Іван Пулюй доклав великих зусиль. Він порівнює у своїй автобіографії значення появи українського святого Письма зі значенням перекладу Біблії Лютера для німецького народу. Перекладу Біблії Пулюй присвятив 35 років свого життя.

### Іван Нечуй-Левицький
Після смерті Пантелеймона Куліша 1897 року Іван Пулюй звернувся до Івана Нечуя-Левицького з пропозицією продовжити переклад Біблії на гонорарній основі.
Отриманий гонорар за переклад Біблії Іван Нечуй-Левицький передав із благодійною метою на користь бідних студентів-русинів Львівського університету, а також кафедрі української літератури цього ж університету.
Іван Нечуй-Левицький переклав 7 книг Біблії: першу і другу книги Хронік, книги Ездри, Рути, Неемії, Іудиф, Товія, Есфір, послання Єремії, Варуха, книгу пророка Даниїла, перші три книги Маккавеїв та інші.
Редактуру галицького правопису Пулюя Іван Нечуй-Левицький не сприйняв, а тому просив Пулюя в другому виданні додержуватися «оригіналів перекладу, не змінюючи ні слів, ні граматичних форм».
У жовтні 1907 року письменник написав листа до Британського біблійного товариства, в якому скаржився на те, що Біблія з таким правописом не буде поширеною в Наддніпрянщині, і просив, щоб наступні видання були українською мовою «по рукописям Кулиша и моим, с соблюдением правописания Кулиша».
За свою роботу I. Нечуй-Левицький отримав примірник віденського видання, на титулі якого було надруковано: «Святе письмо старого й нового завіту. Мовою русько-українською. Переклад П. О.Куліша, І. С. Левицького і Пулюя. 1903». А на обкладинці були такі слова: «Високоповажному Іванові Семеновичу Левицькому в день 35-літнього ювілею літературної діяльності в ознаку великої пошани від гурту учнів Київської Духовної Семінарії. Київ. 19. XI. 1904».

## Відгуки
Видання Біблії не стало помітною подією в житті церкви в Україні (ні підросійської, ні підавстрійської), оскільки воно так і не було рекомендоване вищим церковним керівництвом до богослужіння, хоча й викликало певний резонанс серед культурних діячів України. Високо поставив переклад один з найповажніших російських журналів «Весник Европы», даючи огляд українських перекладів Святого Письма від XVI століття.

## Критика
Микола Сагарда захоплено писав, що переклад Пантелеймона Куліша «одбиває на собі глибоке розуміння й високе натхнення людини, що вложила в нього все своє велике знання рідної мови, всю свої любов до неї й Божого слова, всю свою душу. Куліш дійсно примусив Мойсея, Ісаю й інших пророків заговорити дуже доброю українською мовою». Іван Франко вважав, що перша українська Біблія не виправдала надій як самого Пантелеймона Куліша, так і широкого загалу українців, і звинуватив Пантелеймона Куліша в незнанні мов оригіналу та використанні «церковщини і дячківщини». Іван Огієнко вказував на брак ритмічності і немилозвучність: «А власне біблійна мова – мова молитовна, мова душі, мова співуча».

## Значення
Поява Біблії українською мовою стала визначною подією особливо для підросійської України, куди вона доходила нелегальним шляхом через Австро-Угорщину. Найґрунтовнішою і найкращою для свого часу визнала Біблію Куліша, Левицького та Пулюя Літургійна комісія в Римі під керівництвом патріарха Йосипа Сліпого, як стверджується про це в одній із публікацій журналу «Prager Nachrichten» за 1977 рік.
Натомість до революції 1905 року майже жоден примірник українського перекладу Біблії не можна було офіційно ввезти до Російської імперії. За такого обмеження духовного життя українського народу поява Біблії українською мовою була визначною подією для всієї України, однак туди книга надходила нелегальним шляхом.
Пантелеймон Куліш інколи дозволяв собі вільний переклад біблійних текстів, а Іван Пулюй, добре знаючи грецьку мову, редагуючи цей переклад, додав до нього ще більше галицизмів, ніж Куліш. Ця обставина не сприяла тому, щоб кулішівський переклад став взірцем літературної української мови.
Водночас переклад Біблії є свідченням неймовірної інформативної діяльності Куліша, який неможливо переоцінити.